# Powiat Marcali
Powiat Marcali (węg. Marcali járás) – jeden z jedenastu powiatów komitatu Somogy na Węgrzech. Jego powierzchnia wynosi 922,50 km². W 2007 liczył 36 358 mieszkańców (gęstość zaludnienia 39 os./1 km²). Siedzibą władz jest miasto Marcali.

## Miejscowości powiatu Marcali
- Balatonberény
- Balatonkeresztúr
- Balatonmáriafürdő
- Balatonszentgyörgy
- Balatonújlak
- Böhönye
- Csákány
- Csömend
- Főnyed
- Gadány
- Hollád
- Hosszúvíz
- Kelevíz
- Kéthely
- Libickozma
- Marcali
- Mesztegnyő
- Nagyszakácsi
- Nemesdéd
- Nemeskisfalud
- Nemesvid
- Nikla
- Pusztakovácsi
- Sávoly
- Somogyfajsz
- Somogysámson
- Somogysimonyi
- Somogyszentpál
- Somogyzsitfa
- Szegerdő
- Szenyér
- Szőkedencs
- Tapsony
- Táska
- Tikos
- Varászló
- Vése
- Vörs